# PR (마케팅)

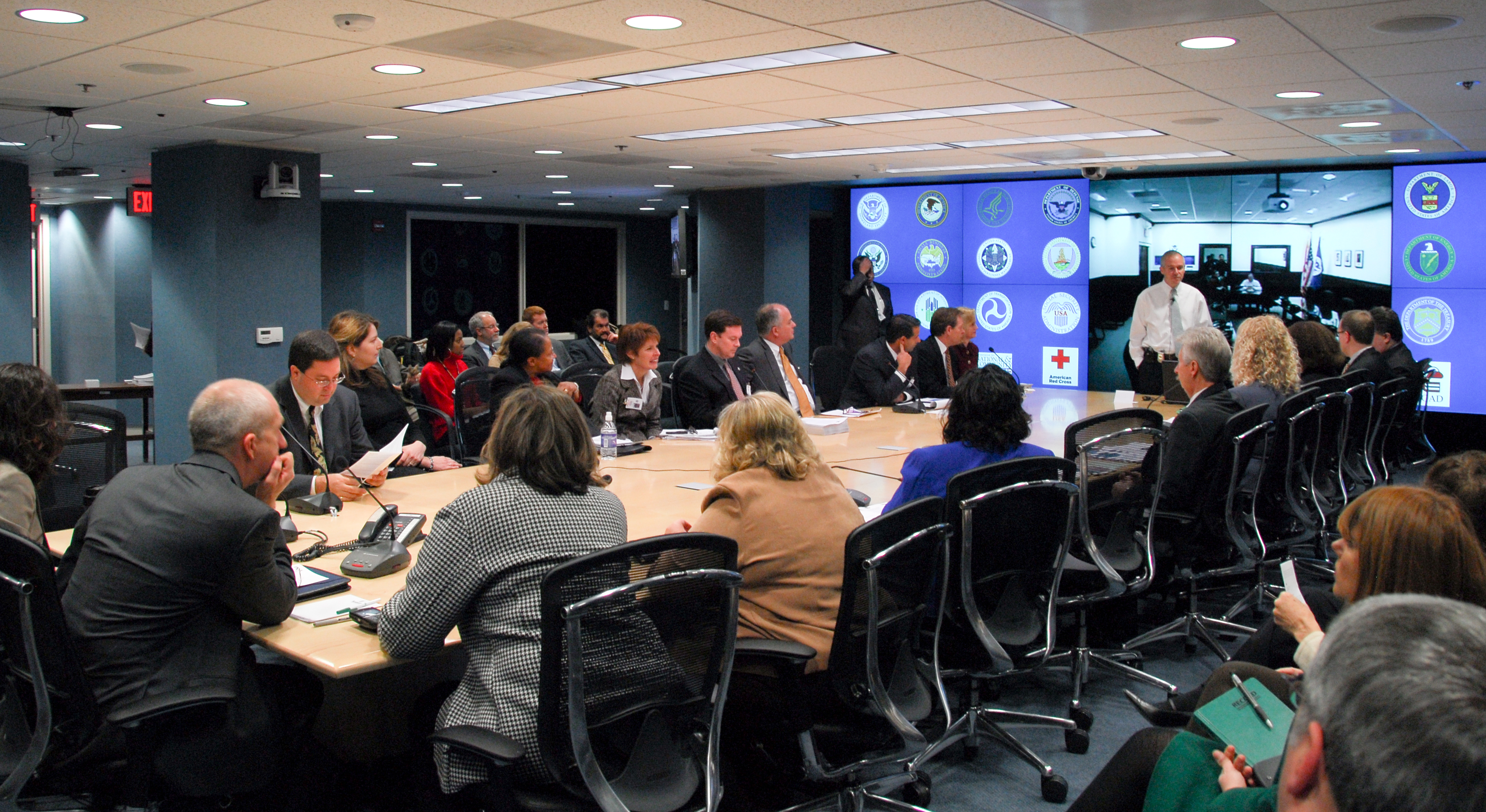

PR(피알) 또는 퍼블릭 릴레이션스(Public Relations →대중 관계, 공중 관계)는 정부, 정당, 기업, 개인 등의 마케팅 주체가 대중(공중)과의 호의적인 관계를 위해 하는 모든 활동을 지칭한다. 마케팅 주체가 대중 매체를 이용하여 마케팅 활동을 하는 홍보(弘報)는 PR의 수단이다. 마케팅 주체는 현대 사회에서 가장 영향력 있는 정치 집단이자 소비 집단인 대중에게 호의를 얻기 위해 여러 가지 활동을 펼치는데, 기업이 직접적인 이익이 없어 보이는 자선 행사를 주최하거나 비영리 단체에 기부금을 납부하거나 또는 단체 봉사 활동을 실시하는 것도 모두 대중의 호의를 얻기 위한 행동이다.
PR이란 정치적, 사회적, 생태적, 도덕적 결과를 기대하여 기업에 이익이 되는 커뮤니케이션 활동이다. PR의 목적은 정치적, 사회적, 생태적, 도덕적 결과에 부정적인 영향과 긍정적인 영향을 끼치지 않는 이해 집단을 설득하는 것이다.

## 역사
공중이 대기업과 조직의 경제적인 결정으로 인한 정치적, 사회적, 생태적, 도덕적 결과가 정해지는 것을 비난하기 시작하고, 기업의 경제적 활동이 실제적으로 정치적, 사회적 결과로 나타나면서 PR의 영역이 생겼다. PR은 광고와는 다르다. 광고는 소비자에게 직접적으로 메시지를 전하지만, PR은 이해 집단에게 정치적, 사회적, 도덕적 관심을 전한다.

## 홍보를 통한 PR
대중 매체가 마케팅 주체에 유리한 보도를 하도록 유도하는 홍보는 PR의 중요한 수단이다. 마케팅 주체가 대중의 호의를 얻기 위해 한 활동은 그것이 아무리 좋은 활동이더라도 대중에게 전달되지 않으면 그 목적이 달성되지 않기 때문에 대부분의 PR 활동이 성공적으로 이뤄지기 위해서는 대중 매체의 도움이 반드시 필요하다. 그러므로 마케팅 주체들은 자신의 활동을 알리기 위해 보도 자료 등을 대중 매체에 배포하고, 대중 매체의 보도에 각별한 관심을 기울인다. 한편 환경 문제, 식품 위생 문제 등 대중이 매우 민감하게 반응하는 사안에 연루될 경우 대중이 갖는 호의적인 이미지가 크게 훼손될 수 있기 때문에 이러한 사안에 대한 보도를 관리하는 것도 매우 중요한 문제이다.

## 광고를 통한 PR
마케팅 주체가 직접적으로 자신의 의도대로 통제할 수 없는 홍보와 달리 광고는 마케팅 주체가 직접적으로 통제할 수 있는 수단으로서 PR의 수단으로 활용된다. PR을 위한 광고는 상품을 직접적으로 촉구하는 내용보다는 마케팅 주체의 긍정적인 이미지를 제고하기 위한 내용으로 구성된다. 이러한 이미지 광고는 주로 대중이 긍정적으로 생각하는 요소들인 가족적 이미지, 환경 보호, 사회 공헌, 경영 혁신 등에 대한 내용이 배치된다.

## 같이 보기
- 한국PR학회
- 한국PR전문가포럼
- 마케팅
- 브랜드
- 광고